# Confía, pero verifica
Confía, pero verifica (en ruso: Доверяй, но проверяй, transliterado: Doveriái, no proveriái, AFI: [dəvʲɪˈrʲæj no prəvʲɪˈrʲæj]) es un proverbio ruso que rima. La frase se hizo conocida internacionalmente en inglés cuando fue utilizada por el presidente estadounidense Ronald Reagan en varias ocasiones en el contexto de discusiones sobre desarme nuclear con la Unión Soviética.

## Relaciones soviético-estadounidenses

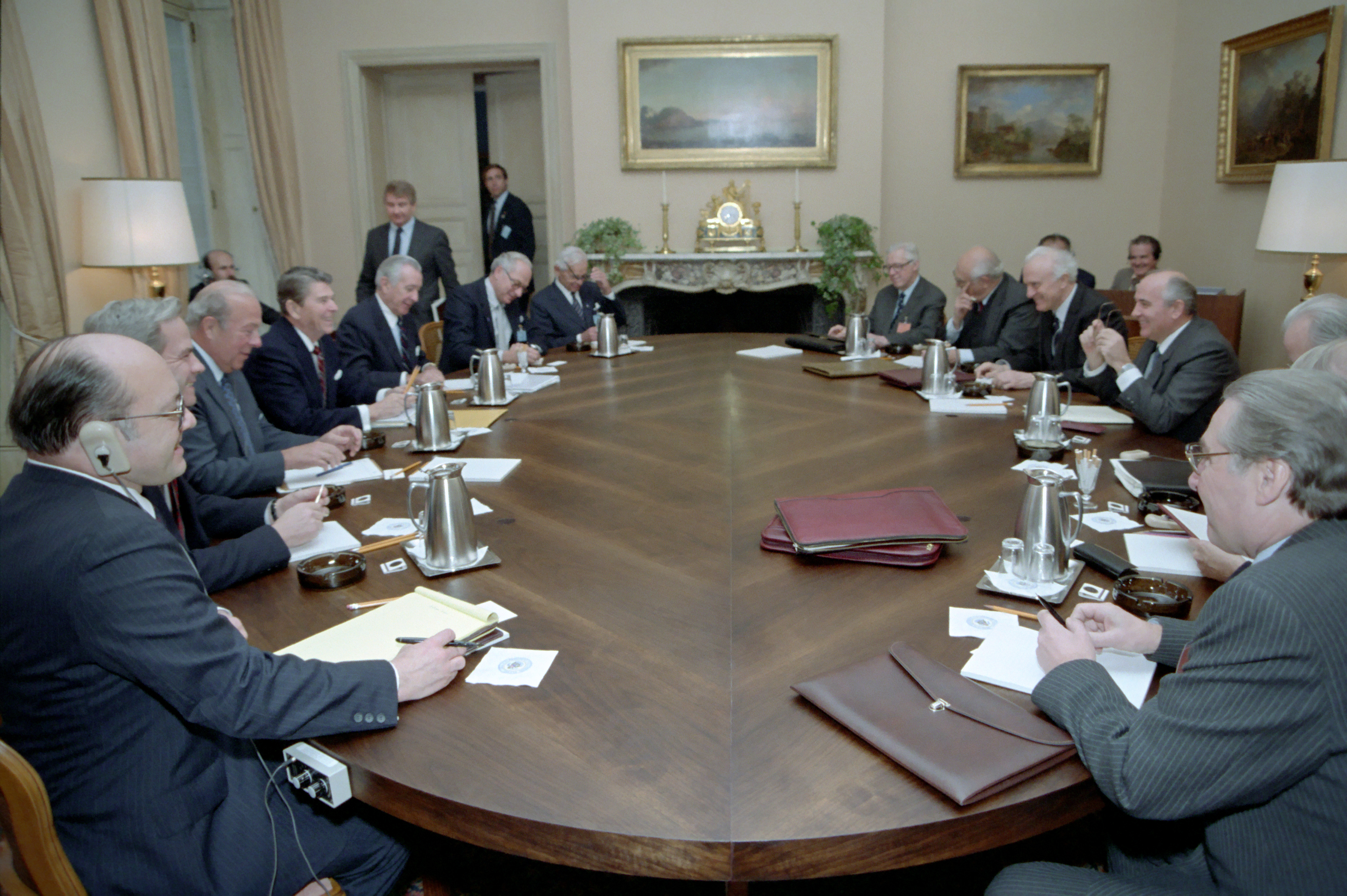
1985 Reunión Reagan-Gorbachov en la Cumbre de Ginebra en Suiza

Suzanne Massie, una escritora estadounidense, se reunió con el presidente Ronald Reagan muchas veces entre 1984 y 1987. Ella le enseñó este proverbio ruso, advirtiéndole que "A los rusos les gusta hablar en proverbios. Sería bueno de su parte conocer algunos. Eres un actor, puedes aprenderlos muy rápido". El proverbio fue adoptado como frase distintiva por Reagan, quien lo usó con frecuencia al discutir las relaciones de Estados Unidos con la Unión Soviética. El uso de proverbios con los que los rusos podrían identificarse puede haber ayudado o no a las relaciones entre los dos líderes.
Después de que Reagan utilizó la frase para enfatizar "los amplios procedimientos de verificación que permitirían a ambas partes monitorear el cumplimiento del tratado",  en la firma del Tratado INF, el 8 de diciembre de 1987, su homólogo, el Secretario General Mijaíl Gorbachov respondió: "Lo repites en cada reunión". A esto, Reagan respondió: "Me gusta". Mientras Reagan citaba proverbios rusos, Gorbachov citaba a Ralph Waldo Emerson, que había sido popular en la URSS cuando Gorbachov estaba en la universidad, diciendo que "la recompensa de una cosa bien hecha es haberla hecho".
Tras el supuesto ataque químico de Guta de 2013, el secretario de Estado John Kerry dijo en una conferencia de prensa en Ginebra que Estados Unidos y Rusia habían acordado un marco para deshacerse de las armas químicas de Siria. Dijo que "el viejo adagio del presidente Reagan sobre 'confiar pero verificar' ... necesita una actualización. Y nos hemos comprometido aquí con un estándar que dice 'verificar y verificar'".

## Influencia
En 1995, la frase similar "Confiar y verificar" se utilizó como lema de la Agencia de inspección in situ (ahora incluida en la Agencia de reducción de amenazas de defensa).
En 2000, el libro de David T. Lindgren acerca de cómo la interpretación o análisis de imágenes, de aéreas y las imágenes de satélite de la Unión Soviética jugaron un papel clave en superpotencias y en el control de armas durante la Guerra Fría se tituló La confianza pero verifica: Análisis de Imágenes en el frío Guerra.
En 2001, el Centro Nacional de Protección de Infraestructura (NIPC), una entidad nacional de investigación y respuesta a amenazas de infraestructura crítica, publicó un documento titulado "Confíe pero verifique" sobre cómo protegerse a sí mismo ya su empresa de los virus del correo electrónico. 
En 2015, tanto demócratas como republicanos invocaron la frase cuando argumentaron a favor y en contra del marco del acuerdo nuclear propuesto por Irán.
En el estudio de los lenguajes de programación, la frase se ha utilizado para describir la implementación del downcasting (moldeado hacia abajo): el compilador confía en que el término moldeado hacia abajo será del tipo deseado, pero esta suposición se verifica en tiempo de ejecución para evitar un comportamiento indefinido.
En 2019, esta cita fue utilizada en el tercer episodio de la miniserie Chernobyl de HBO, por el subdirector de la KGB.
La frase se ha utilizado en relación con las disputas fronterizas entre India y China y también después del enfrentamiento de Galwan durante las escaramuzas China-India de 2020. Los medios indios también informaron sobre variantes de la frase, "desconfianza hasta que se verifique completa y exhaustivamente", y "verificar y aún no confiar".
El 24 de julio de 2020, el secretario de Estado de los Estados Unidos, Michael Pompeo, hizo referencia al proverbio en un discurso en la Biblioteca Presidencial Richard Nixon diciendo que al tratar con China, las naciones amantes de la libertad del mundo deben, en cambio, 'desconfiar y verificar'.

## Orígenes
El origen del proverbio ruso es oscuro, aunque se dice que tanto Vladímir Lenin como Iósif Stalin han utilizado variantes del mismo.